# The Quarry
The Quarry é um jogo eletrônico de drama interativo e terror desenvolvido pela Supermassive Games e publicado pela 2K Games. Os jogadores assumem o controle de nove conselheiros adolescentes que devem sobreviver na sua última noite no acampamento de verão Hackett's Quarry enfrentando criaturas sobrenaturais e habitantes violentos. Os jogadores devem tomar várias decisões dentro do jogo, as quais vão impactar o desenvolvimento dos personagens, relacionamentos, o enredo da história e seu fim. Todos os nove personagens jogáveis irão viver ou morrer, dependendo das decisões do jogador.
Pensado como o sucessor espiritual de Until Dawn (2015) e inspirado em filmes de monstros e slasher adolescente como Sexta-Feira 13 (1980) e The Thing (1982), o jogo conta com um grande elenco de atores, incluindo Brenda Song (Kaitlyn Ka), David Arquette (Chris Hackett), Ted Raimi (Xerife Travis), Ariel Winter (Abigail Blyg) e Justice Smith (Ryan Erzahler). The Quarry foi lançado em 10 de junho de 2022 para Microsoft Windows, PlayStation 4, PlayStation 5, Xbox One e Xbox Series X/S. O jogo recebeu avaliações positivas em seu lançamento.

## Jogabilidade
The Quarry é um jogo de drama interativo de terror de sobrevivência jogado a partir de uma perspectiva de terceira pessoa. No jogo, o jogador assume o controle de nove adolescentes diferentes que devem sobreviver a uma noite na Pedreira Hackett. O jogador deve tomar decisões diferentes, que podem mudar o desenvolvimento dos personagens, o enredo, bem como a relação entre os diferentes protagonistas. Todos os nove personagens jogáveis podem morrer até o final do jogo, e cada personagem tem potencialmente 10-12 maneiras diferentes de morrer. A princípio, o jogo possui aproximadamente 10 horas de duração, embora a morte precoce de certos personagens possa fazer com que o final seja resumido em cerca de 7 horas. Devido ao enredo ramificado do jogo, ele possui múltiplos finais e, no final de uma jogada, os jogadores receberão diferentes cartas colecionáveis que retratam o destino de cada personagem. Quando o jogador completar sua primeira jogada, ele desbloqueará o Death Rewind, que permite desfazer a morte de três personagens em cada jogada subsequente.
O jogo também apresenta um modo de filme, que desativa certos elementos de jogabilidade, como button mashing (pressionar repetidamente um botão), eventos de tempo rápido e eventos de "mirar e atirar", permitindo que os jogadores progridam no jogo sem precisar de usá-los. O jogo também apresenta multiplayer local e online. No multiplayer local, os jogadores se revezam para controlar diferentes personagens, enquanto no modo online, outros sete jogadores participantes podem votar nas principais decisões. Os jogadores podem participar da votação baixando apenas a versão demo do The Quarry. O jogo também apresenta um modo somente filme no qual o jogador pode definir os traços de personalidade de diferentes personagens e depois deixar a história se desenrolar.

## Enredo
Laura Kearney (Siobhan Williams) e Max Brinly (Skyler Gisondo) são namorados que estão dirigindo para o norte do estado de Nova Iorque no meio da noite para visitar o acampamento de verão Hackett's Quarry, onde ambos foram contratados para serem conselheiros do acampamento. Os dois acabam saindo da pista para evitar atropelar uma criatura desconhecida e acabam batendo em árvores. Um xerife de polícia local (Ted Raimi) se aproxima do carro e os questiona de uma forma suspeita o motivo do acidente. Ele então ordena que Laura e Max não vão ao acampamento de verão Hackett's Quarry naquela noite e sim ao Hotel Harbinger, onde devem passar a noite, mas Laura e Max decidem seguir para o acampamento mesmo assim. Quando chegam, eles arrombam o porão externo do local para investigar algo que Laura viu dentro, mas então Max é atacado por uma criatura. Laura pode ou não ajudar seu namorado a sair do porão, mas o prólogo do jogo se finaliza quando o xerife chega no local, aplica um sedativo em Laura e faz disparos na direção do porão.

## Desenvolvimento
The Quarry foi desenvolvido pela desenvolvedora britânica Supermassive Games. Foi concebido como um sucessor espiritual de Until Dawn (2015) do estúdio. The Quarry é fortemente inspirado em filmes de terror slasher com criaturas, e adere aos estereótipos dos clássicos do gênero se comparado a The Dark Pictures Anthology, outra franquia de terror da Supermassive. O diretor criativo Will Byles acrescentou que, embora o jogo seja ambientado nos tempos modernos, “há uma intensa sensação de anos 80” sobre o cenário e os personagens, citando filmes como Sleepaway Camp e Friday The 13th como principais fontes de inspiração. Os moradores que vivem perto da pedreira Hackett têm um estilo mais "retrô" e a equipe foi influenciada por filmes como The Hills Have Eyes, The Texas Chainsaw Massacre e Deliverance. A Supermassive Games também se inspirou em Evil Dead e The Thing. A equipe queria que o jogo apresentasse estereótipos de filmes de terror de diferentes épocas, e Byles passou a comparar o jogo a um parque temático de terror. Para capturar os sentimentos de um filme de terror clássico, a Supermassive recrutou um grande elenco de atores e vários pilares do gênero para retratar os personagens do jogo e colaborou com a produtora Digital Domain, com sede em Los Angeles, na tecnologia de captura de movimento do jogo. Embora o jogo preste homenagem a vários clássicos, a equipe aprendeu com sua experiência em fazer Until Dawn, permitindo que aumentassem o medo dos jogadores através da criação de tensão em vez de depender fortemente de jump scares.
Enquanto Until Dawn foi projetado para ser uma experiência solo, a equipe descobriu que muitos dos jogadores gostam de jogar o jogo em grupo e reconheceu que Until Dawn era um jogo popular para as pessoas simplesmente assistirem. Sendo assim, o jogo introduziu um modo de filme e expandiu as opções multiplayer introduzidas em jogos anteriores da Supermassive, como Hidden Agenda e The Dark Pictures Anthology, a fim de atrair pessoas que simplesmente gostariam de assistir ao jogo. As opções de acessibilidade também foram projetadas para atender aos jogadores mais casuais que podem não ter experiência em jogos. Quando comparado com The Dark Pictures Anthology, The Quarry é projetado para um público mais amplo e tem um foco menor na jogabilidade.
A editora 2K Games e a Supermassive revelaram oficialmente o jogo em 18 de março de 2022. O jogo foi lançado para Windows, PlayStation 4, PlayStation 5, Xbox One e Xbox Series X e Series S em 10 de junho de 2022. Os jogadores que compraram a versão Deluxe do jogo obtiveram acesso à opção Gorefest no modo filme, que apresenta imagens mais brutais quando comparadas ao modo filme normal. Eles também receberam roupas de personagens adicionais, acesso instantâneo ao recurso Death Rewind e o Pacote de Filtros Visuais História de Terror, que permite que os jogadores mudem a estética do jogo escolhendo entre três filtros visuais inspirados em filmes de terror de diferentes épocas e vários estilos dos clássicos de terror.

## Recepção
O jogo recebeu críticas "geralmente favoráveis", de acordo com Metacritic.